# Da Ceno
Da Ceno (Ceni, Cenni o Mori da Ceno) nobile famiglia mantovana.

## Storia
Originaria di Cene, da cui prese il nome, in Val Seriana, si trapiantò a Medole  agli inizi del Quattrocento. 
Capostipite fu Pietro da Ceno (XV secolo) e Daniele da Ceno, primo della famiglia, venne nobilitato dai Gonzaga, presso la cui corte diversi membri della famiglia  assunsero a posti di responsabilità.

## Personaggi illustri
- Pietro de' Mori da Ceno (XV secolo), condottiero al servizio di Francesco II Gonzaga[5]
- Agostino de' Mori da Ceno (XV secolo), capitano al servizio del duca di Mantova Federico Gonzaga;[2]
- Ascanio de' Mori da Ceno (1533-1591), figlio del precedente. Fu militare, poeta e letterato;[2]
- Pietro Ceni (XVII secolo), medico dei Gonzaga di Castiglione.

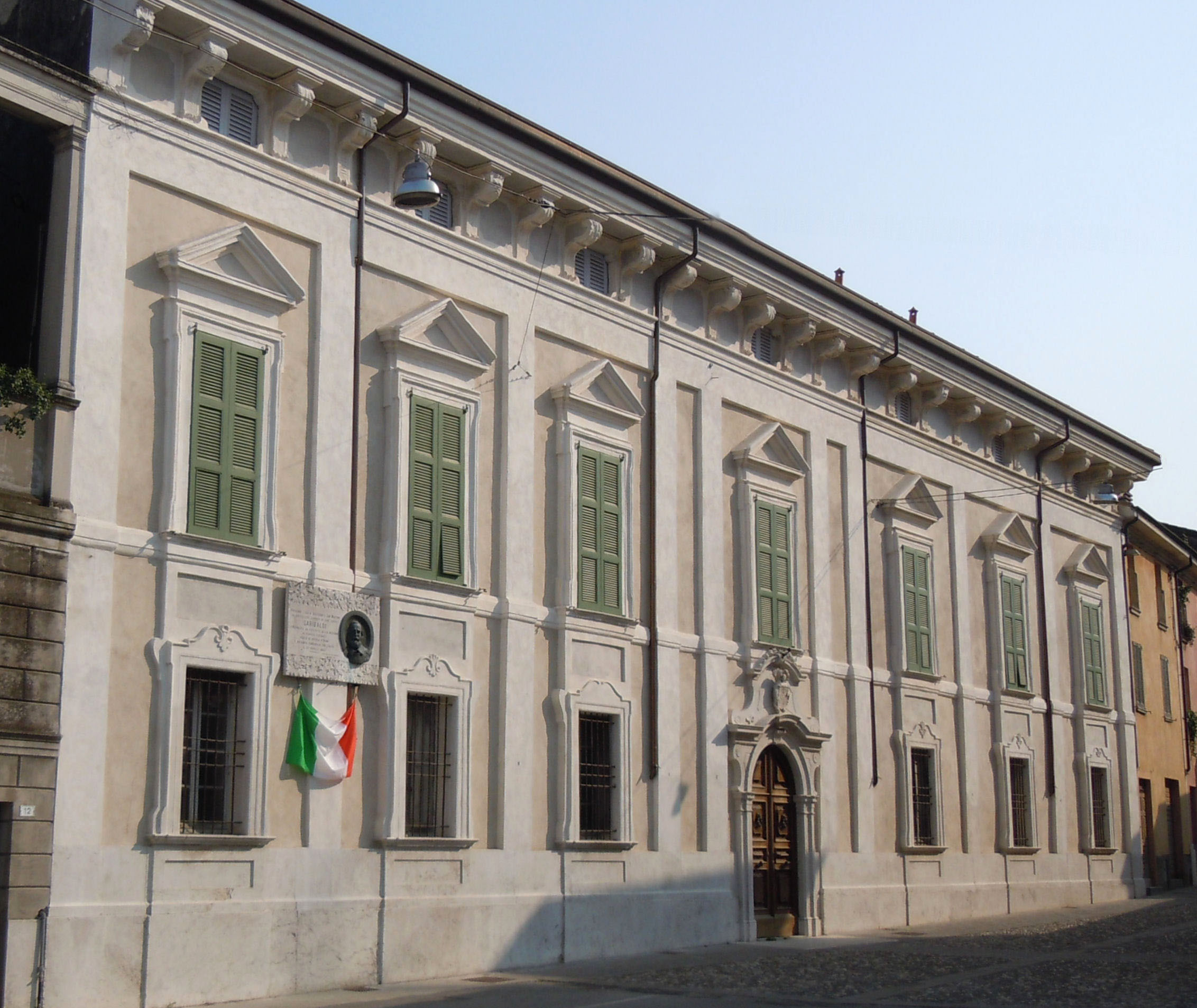
Medole, Palazzo Ceni

## Palazzi
- Palazzo Ceni[6]